# Miguel Alemán Valdés
Miguel Alemán Valdés (ur. 29 września 1900 w Sayula w stanie Veracruz, zm. 14 maja 1983 w Meksyku) – prezydent Meksyku w latach 1946-1952.

## Życiorys
Alemán był synem wiejskiego sklepikarza. Ukończył prawo na Narodowym Uniwersytecie Autonomicznym w mieście Meksyk. W czasie praktyki prawniczej specjalizował się głównie w sprawach pracowniczych. Później został deputowanym do Senatu ze stanu Veracruz, a w 1936 został gubernatorem tego stanu. W 1940 zrezygnował z tej funkcji, aby wspomóc Manuela Ávilę Camacho w czasie jego kampanii prezydenckiej w partyjnych prawyborach, który w zamian za to mianował go ministrem spraw wewnętrznych. Alemán w 1946 w oficjalnych wyborach prezydenckich z łatwością pokonał kontrkandydata startując z ramienia Partii Rewolucyjno-Instytucjonalnej. W czasie jego rządów doszło do zahamowania reformy rolnej, przy czym kraj wszedł w fazę szybkiego rozwoju przemysłowego. Miguel Alemán Valdés korzystając z pomocy grupy doradców prezydenta Roosevelta, zmodernizował kolej i wybudował sieć autostrad. W czasie jego prezydentury odmłodzono zarząd partii. Mimo oskarżeń o korupcję jego administracja niewątpliwie odniosła duże sukcesy na polu gospodarczym. Od początku lat sześćdziesiątych pełnił funkcję szefa Narodowej Rady Turystycznej, na stanowisku tym pozostał aż do śmierci.